# (24443) 2000 OG
2000 OG (asteroide 24443) é um APL. Possui uma excentricidade de 0.82219017 e uma inclinação de 25.82224º.
Este asteroide foi descoberto no dia 21 de julho de 2000 por LINEAR em Socorro.